# فرودگاه بینگول
فرودگاه بینگول (به ترکی استانبولی: Bingöl Airport) یک فرودگاه در ترکیه است که در ۲۰ کیلومتری جنوب شرق شهر بینگول، مرکز استان بینگول واقع شده‌است. این فرودگاه در ژوئیه ۲۰۱۳ توسط نخست وزیر ترکیه رجب طیب اردوغان گشایش یافت. این فرودگاه ظرفیت پذیرش ۵۰۰۰۰۰ مسافر در سال را دارد.

## شرکت‌های هواپیمایی و مقصدهای پروازی
| شرکت‌های هواپیمایی | مقصدهای پروازی                |
| ----------------- | ----------------------------- |
| آنادولوجت         | فرودگاه بین‌المللی اسن‌بوغا     |
| پگاسوس ایرلاینز   | فرودگاه بین‌المللی صبیحه گوکچن |
| ترکیش ایرلاینز    | فرودگاه جدید استانبول         |